# Spring (Tony Williams)
| Recensione | Giudizio |
| ---------- | -------- |
| AllMusic   | [ 1 ]    |

Spring è il secondo album discografico del batterista jazz statunitense Anthony Williams, pubblicato dalla casa discografica Blue Note Records nel febbraio del 1966.

## Tracce

### LP
Lato A
1. Extras – 8:05 (Anthony Williams)
2. Echo – 4:56 (Anthony Williams)
3. From Before – 6:49 (Anthony Williams)

Lato B
1. Love Song – 8:21 (Anthony Williams)
2. Tee – 10:29 (Anthony Williams)

## Musicisti
- Anthony Williams - batteria
- Wayne Shorter - sassofono tenore (brani: Extras / From Before / Tee)
- Sam Rivers - sassofono tenore (brani: Extras / From Before / Love Song / Tee)
- Herbie Hancock - piano (brani: From Before / Love Song / Tee)
- Gary Peacock - contrabbasso (brani: Extras / From Before / Love Song / Tee)[3]

Note aggiuntive
- Alfred Lion - produttore
- Registrazioni effettuate il 12 agosto 1965 al Van Gelder Studio di Englewood Cliffs, New Jersey (Stati Uniti)
- Rudy Van Gelder - ingegnere delle registrazioni
- Reid Miles - design copertina album originale
- Francis Wolff - foto copertina album originale[4]